# 台東リバーサイドスポーツセンター
台東リバーサイドスポーツセンター（たいとうリバーサイドスポーツセンター）は、東京都台東区今戸に所在する体育施設である。
1983年（昭和58年）9月に完成。台東区芸術文化財団が指定管理者として管理運営。

## 主な施設

### 体育館
- 第1競技場：36m×42m（バスケットボール2面、バドミントン8面、ハンドボール1面、バレーボール2面等）
- 第2競技場：36m×19.5m（バスケットボール1面、バレーボール1面、バドミントン4面等）
- 第1武道場：柔道公式試合場（50畳）×2面（柔道、合気道等）
- 第2武道場：剣道公式試合場（11m×11m）×2面（剣道、空手道等）
- 弓道場：和弓5人立（28m）、アーチェリー8的（30m）
- 相撲場
- 卓球場
- エアライフル場
- トレーニング室
- 会議室

### テニスコート
- コート5面（砂入、人工芝、ナイター照明有）

### 野球場
- 7220㎡×2面（砂入、人工芝、ナイター照明有）

### 少年野球場
- 1面（3622㎡）（子供の野球のみ、大人はソフトボールのみ可）

### 屋外プール
夏期のみ開場
- 大プール：50m×19m 9コース
- 小プール：20m×15m
- 幼児用プール：深さ30cm

### 陸上競技場
- 1周200ｍトラック6コース、直走路100ｍ8コース（全天候型ウレタン）

## 台東区体育館
台東リバーサイドスポーツセンター体育館の前身たる体育館。
特にプロレス会場として名が高く、ジャイアント馬場・アントニオ猪木デビュー戦を始め、国際プロレス旗揚げ戦、日本女子プロレス旗揚げ戦など昭和の名勝負が数多く台東区体育館から生まれた。
老朽化のため改修工事に入り、台東リバーサイドスポーツセンター体育館として生まれ変わった。